# Elymnias hecate
Elymnias hecate är en fjärilsart som beskrevs av Butler 1871. Elymnias hecate ingår i släktet Elymnias och familjen praktfjärilar. Inga underarter finns listade i Catalogue of Life.